# 東安区 (安養市)

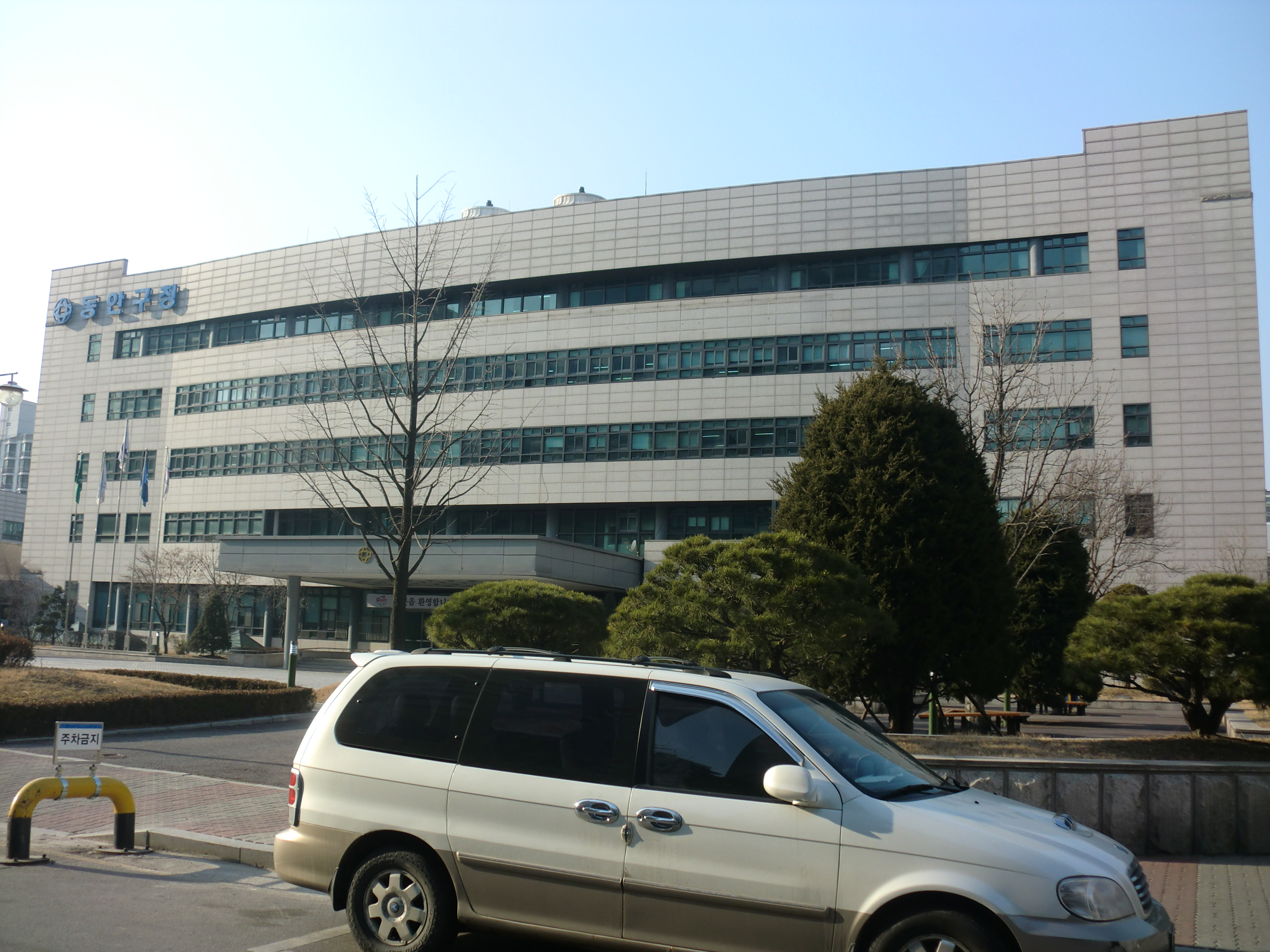
東安区庁

東安区（トンアンく）は、大韓民国京畿道安養市西部に位置する区である。
北はソウル特別市の冠岳区、東は果川市と義王市、南は義王市と軍浦市、西は万安区に接する。

## 歴史
- 1989年5月1日 – 東安出張所設置。
- 1992年10月1日 – 区政実施により、東安区に昇格。
- 1994年 - 虎渓洞の一部が軍浦市に、坪村洞の一部が義王市に編入。

## 地理
山地は北にソウル特別市との境界に冠岳山があり、河川では清渓山渓谷から発源している鶴儀川がこの地域を東西に横切り、本流である安養川に合流する。

## 行政区画

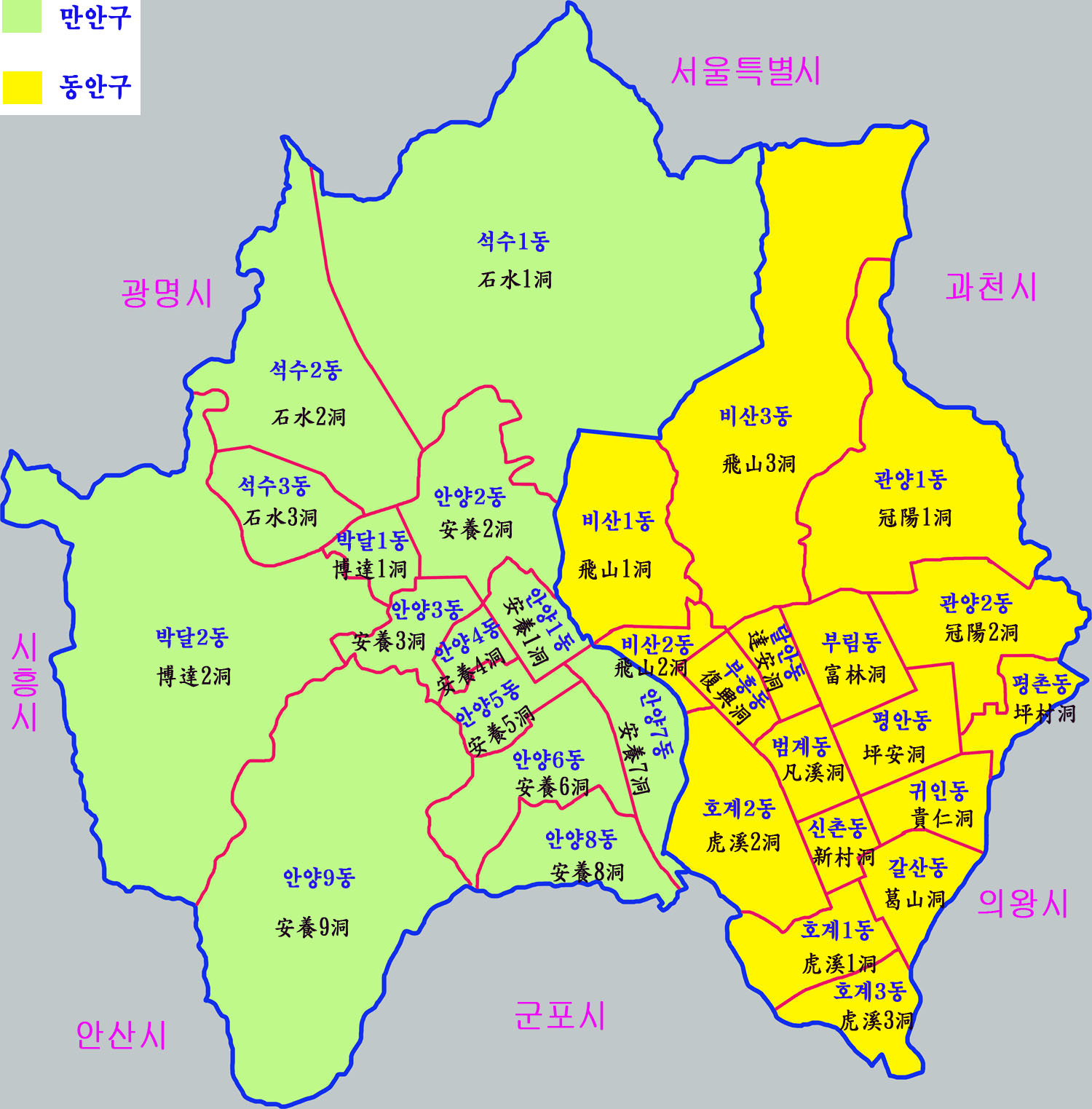
行政区域図（黄色の部分は東安区）

東安区は17の洞に分かれる。
| 行政洞   | 法定洞         |
| -------- | -------------- |
| 飛山1洞  | 安養洞、飛山洞 |
| 飛山2洞  | 飛山洞         |
| 飛山3洞  | 飛山洞         |
| 復興洞   | 飛山洞         |
| 達安洞   | 飛山洞         |
| 冠陽洞   | 冠陽洞         |
| 仁徳院洞 | 冠陽洞         |
| 富林洞   | 冠陽洞         |
| 坪村洞   | 坪村洞         |
| 坪安洞   | 坪村洞         |
| 貴仁洞   | 坪村洞         |
| 虎渓1洞  | 虎渓洞         |
| 虎渓2洞  | 虎渓洞         |
| 虎渓3洞  | 虎渓洞         |
| ポムゲ洞 | 虎渓洞         |
| 新村洞   | 虎渓洞         |
| 葛山洞   | 虎渓洞         |

## 交通機関

### 鉄道
- 果川線・首都圏電鉄4号線
  - 仁徳院駅 - 坪村駅 - ポムゲ駅